# Rede fantasma

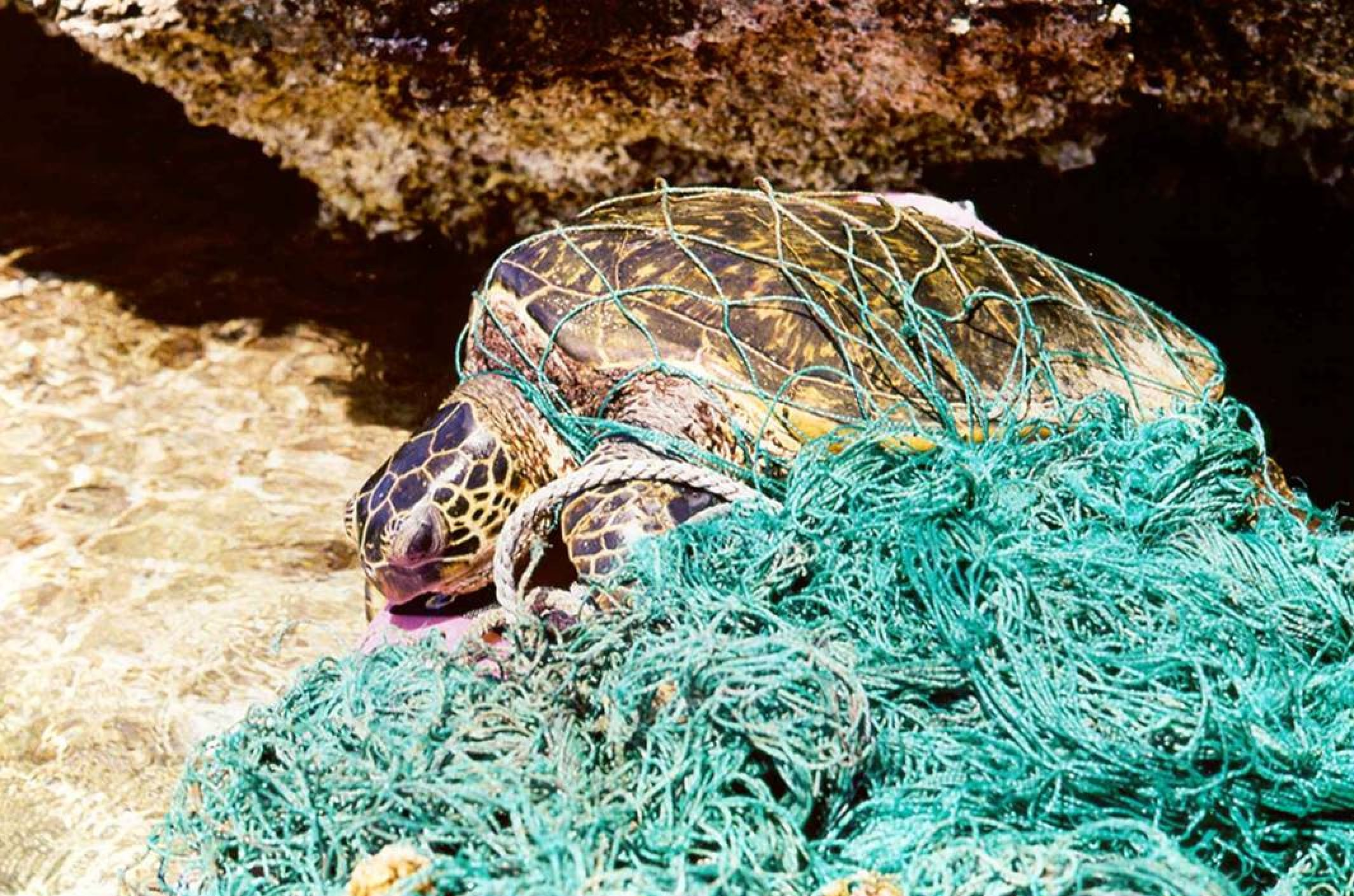
Uma tartaruga marinha emaranhada em uma rede fantasma.

As redes fantasma são redes de pesca que foram deixadas ou perdidas no oceano pelos pescadores. Elas podem chegar às praias e recifes rochosos ou ficar à deriva em mar aberto. Essas redes, muitas vezes quase invisíveis na luz fraca, representam um grande perigo para os animais marinhos, pois restringem os movimentos, causando fome, laceração e infecção, e asfixia aos seres que precisam retornar à superfície para respirar. Elas podem enredar peixes, golfinhos, tartarugas marinhas, tubarões, dugongos, crocodilos, pássaros marinhos, caranguejos e outras criaturas, incluindo o ocasional mergulhador humano.

## Descrição

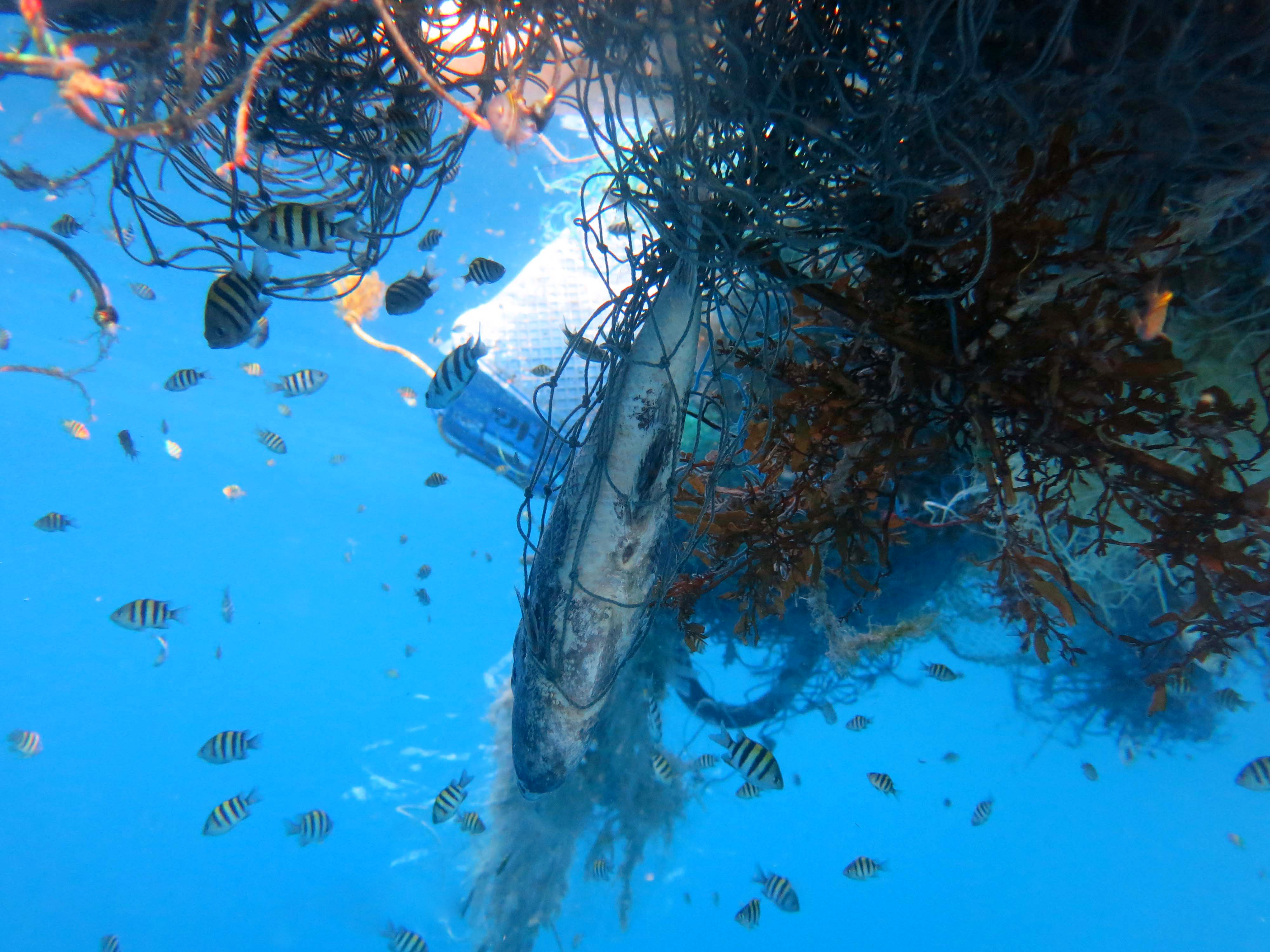
Muitas espécies marinhas, incluindo tartarugas, tubarões, baleias, golfinhos e dugongos, ficam presos em redes fantasmas. A maioria passa despercebida e não registrada.

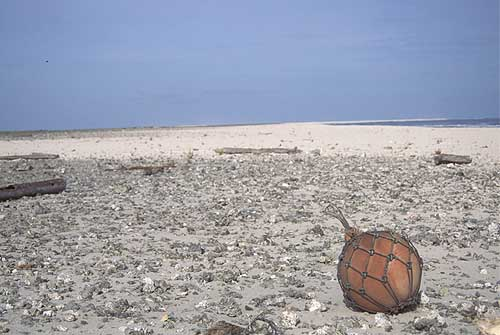
Uma boia de vidro na praia. Muitas dessas boias para redes de pesca chegam às praias insulares ao redor do Pacífico. A perda dos flutuadores pode deixar as redes de pesca à deriva no oceano aberto, onde continuam a emaranhar peixes, pássaros e mamíferos marinhos.

Alguns pescadores comerciais usam redes de emalhar . Elas são suspensas no mar por boias de flutuação ao longo de uma das bordas. Desta forma, formam uma parede vertical com centenas de metros de comprimento, na qual podem ser capturados peixes de um determinado tamanho. Normalmente essas redes são coletadas pelos pescadores e a captura é removida.
Se isso não for feito, a rede pode continuar a capturar peixes até que o peso da captura exceda a capacidade das boias. A rede então afunda e os peixes são devorados por outros peixes e crustáceos que vivem no fundo do oceano. Dada a alta qualidade dos materiais sintéticos usados na fabricação das redes, os impactos no ambiente podem durar muito tempo.
O problema não são apenas redes, mas equipamentos fantasmas em geral; armadilhas de caranguejo antiquadas, sem o necessário "painel de apodrecimento", também ficam no fundo, onde se tornam armadilhas de autoisca que continuam pegando caranguejos ano após ano. Mesmo a linha de pesca enrolada pode ser mortal para uma variedade de criaturas, incluindo pássaros e mamíferos marinhos. Com o tempo, as redes ficam cada vez mais emaranhadas. Em geral, é menos provável que os peixes fiquem presos em equipamentos que estão inativos há muito tempo.
Os pescadores às vezes abandonam as redes gastas porque costuma ser a maneira mais fácil de se livrar delas.
O governo francês ofereceu uma recompensa pelas redes fantasmas entregues à guarda costeira local ao longo de seções da costa da Normandia entre 1980 e 1981. O projeto foi abandonado quando as pessoas vandalizaram as redes para reivindicar recompensas, sem retirar nenhuma rede da costa ou do oceano.
Em setembro de 2015, a Global Ghost Gear Initiative (GGGI) foi criada pela World Animal Protection para dar uma voz única e mais forte à causa.
O termo ALDFG significa "artes de pesca abandonadas, perdidas e descartadas".

## Impacto ambiental
De 2000 a 2012, o Serviço Nacional de pesca dos EUA relatou uma média de 11 grandes baleias emaranhadas em redes fantasmas por sno ao longo da costa oeste dos Estados Unidos. De 2002 a 2010, 870 redes foram recuperadas no estado de Washington, com mais de 32.000 animais marinhos presos em seu interior. Estima-se que os equipamentos fantasmas representem 10% (640.000 toneladas) de todo o lixo marinho .
Estima-se que 46% da mancha de lixo do Grande Pacífico  consiste em plásticos relacionados à pesca. As redes de pesca representam cerca de 1% da massa total de todos os macroplásticos marinhos maiores que 200 mm (7.9 in), e os equipamentos plásticos de pesca em geral constituem mais de dois terços da massa total.
De acordo com a SeaDoc Society, cada rede fantasma mata $ 20.000 em caranguejos Dungeness em 10 anos. O Instituto de Ciências Marinhas da Virgínia calculou que os potes de caranguejos abandonados capturam 1,25 milhão de caranguejos azuis a cada ano apenas na Baía de Chesapeake .
Em maio de 2016, a Autoridade Australiana de Gestão de Pesca (AFMA) recuperou 10 toneladas de redes abandonadas dentro da Zona Econômica Exclusiva Australiana e perímetros da zona protegida do Estreito de Torres. Uma tartaruga protegida foi resgatada.

## Soluções

### Materiais e práticas alternativos
Ao contrário das redes de pesca sintéticas, as redes de pesca biodegradáveis se decompõem naturalmente sob a água após um certo período de tempo. As redes de pesca de fibra de coco são feitas comercialmente e são, portanto, uma solução prática que pode ser tomada pelos pescadores.
Sistemas de tecnologia para marcação e rastreamento de equipamentos de pesca, incluindo rastreamento por GPS, estão sendo testados para promover maior responsabilidade e transparência.

### Recolhimento e reciclagem
A legalização da recuperação de equipamentos e o estabelecimento de sistemas de gestão de resíduos são necessários para gerenciar e mitigar equipamentos de pesca abandonados, perdidos e descartados no mar. A empresa Net-works encontrou uma solução para transformar redes de pesca descartadas em placas de carpete.
Entre 2008 e 2015, a iniciativa US Fishing for Energy coletou 2,8 milhões de libras em equipamentos de pesca e, em parceria com a Covanta Energy, transformou isso em eletricidade suficiente para abastecer 182 casas por um ano por meio de incineração.
Uma iniciativa de recuperação no sudoeste da Nova Escócia, no Canadá, conduziu 60 viagens de recuperação, pesquisou cerca de 1523 km² do fundo do mar e removeu 7.064 kg de equipamentos de pesca abandonados, perdidos e descartados (ALDFG) (compostos 66% de armadilhas para lagostas e 22% de cabos de arrasto). As armadilhas perdidas continuaram a capturar espécies-alvo e não-alvo. Um total de 15 espécies diferentes foram liberadas de ALDFG recuperado, incluindo 239 lagostas (67% eram de tamanho comercializável) e sete peixes do solo oceânico (incluindo cinco espécies em risco). As perdas comerciais geradas por ALDFG no sudoeste da Nova Escócia foram estimadas em $ 175.000 CAD anualmente.
Em 2009, o mundialmente conhecido mergulhador técnico holandês Pascal van Erp começou a recuperar equipamentos de pesca fantasma abandonados em destroços do Mar do Norte. Ele logo inspirou outros. Equipes organizadas de mergulhadores técnicos voluntários recuperaram toneladas de equipamentos de pesca fantasma na costa da Holanda. O ciclo foi então fechado - depois de uma temporada de mergulho, 22 toneladas de equipamento de pesca foram enviadas ao Grupo Aquafil para reciclagem em novo material de Nylon 6. Em 2012, Pascal van Erp fundou formalmente a organização sem fins lucrativos Ghost Fishing. Em 2020, a Ghost Fishing foi rebatizada como Ghost Diving Foundation.
Um plano para proteger os mares do Reino Unido da pesca fantasma foi apoiado pela Comissão de Pesca do Parlamento Europeu em 2018.
Esquemas de anistia da rede, como a Pesca de Lixo, criam incentivos para a coleta e descarte responsável de equipamentos de pesca em fim de vida útil. Esses programas abordam a causa raiz de muitos abandonos líquidos, que é o custo financeiro de seu descarte.
As redes de pesca são frequentemente feitas de plástico de altíssima qualidade para garantir a resistência adequada, o que as torna desejáveis para reciclagem. Iniciativas como a Healthy Seas estão conectando projetos de limpeza ambiental aos fabricantes para reutilizar esses materiais.  Redes de resíduos reciclados podem ser transformadas em fios e produtos de consumo, como roupas de banho.